# Franziska Beck
Franziska Beck (* 16. Juni 1985 in Nürnberg) ist eine ehemalige deutsche Handballspielerin.
Sie begann bereits im Alter von drei Jahren mit dem Handballspielen bei DJK Eintracht Nürnberg, wo sie anschließend 15 Jahre lang spielte. Ab 2003 stand die 1,74 m große Linksaußenspielerin beim Bundesligisten 1. FC Nürnberg unter Vertrag. Nach dessen Insolvenz wechselte sie 2009 zum damaligen Aufsteiger in die 2. Bundesliga, der SG BBM Bietigheim.
Sie absolvierte zwei Spiele für die Deutsche Juniorinnen-Nationalmannschaft.
Sie arbeitete als Lehrkraft an der Adam-Kraft-Realschule Nürnberg.

## Erfolge
- Challenge-Cup-Siegerin 2004
- Deutsche Meisterin 2005, 2007, 2008
- DHB-Pokalsiegerin 2004, 2005
- Uni-Europameisterin 2007